# Comusia bicoloricornis
Comusia bicoloricornis är en skalbaggsart som först beskrevs av Maurice Pic 1927.  Comusia bicoloricornis ingår i släktet Comusia och familjen långhorningar.
Artens utbredningsområde är Laos. Inga underarter finns listade i Catalogue of Life.